# Parr, England
Parr är en stadsdel i St Helens, i distriktet St Helens, i grevskapet Merseyside, i England. Ward hade 12 808 invånare år 2021. Parr var en civil parish från 1866 till 1894 då den blev en del av St Helens. Civil parish hade 13 203 invånare år 1891.